# Jules Dehaussy

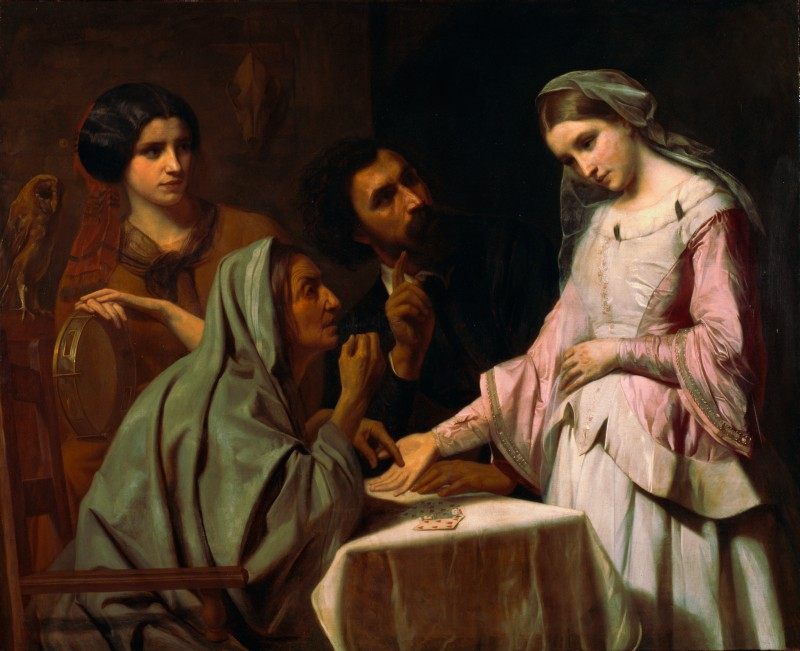
La Cartomancienne (1856), Milan, Fondation Cariplo.

Jules Dehaussy, né en 1812 à Péronne, mort à Bures-sur-Yvette en 1891, est un peintre français.

## Biographie
Jules Dehaussy fut initié à la peinture par son frère Auguste Dehaussy, fondateur d’une petite académie artistique à Péronne. Il devint par la suite élève du peintre Théophile Fragonard. Portraitiste, peintre d'histoire et de scènes de genre, il débuta au Salon en 1836 où il reçut une médaille de troisième classe.
Auteur d'œuvres comme Les derniers Moments de Rembrandt, Jeune Fille turque à la fontaine, La Lettre, La Nymphe Écho, il travailla notamment pour les galeries du château de Versailles.
Après la Révolution de 1848, les commandes se raréfiant, il s'installa en Angleterre. Il participa régulièrement aux expositions de la Royal Academy à Londres avec une série de portraits en miniature et, en 1851, avec deux peintures d'histoire qui assirent sa notoriété.
Jules Dehaussy rentra à Paris en 1852. Il exposa au Salon jusqu’en 1890 en envoyant des scènes de genre d’inspiration historique, des portraits et des sujets religieux qui rencontrèrent un grand succès auprès du public. 
Il participa aux Salons de Gand de 1853 et 1865, à celui de Porto en 1865 ainsi qu’au premier Salon des beaux-arts de Munich en 1869.

## Collection publiques
- Autoportrait (1859), Péronne, musée Alfred-Danicourt[2].
- Portrait de Pierre Pithau, château de Versailles
- Atelier de peintre, Berlin, Gemäldegalerie
- La Lettre, Le Havre, musée d’art moderne André-Malraux

## Iconographie
- Auguste Dehaussy, Portrait de Jules Dehaussy, Péronne, musée Alfred-Danicourt[3].

## Source
- (en) Notice biographique par Elena Lissoni, sur le site de la Fondation Cariplo.